# 2XS
2XS — тринадцатый студийный альбом шотландской рок-группы Nazareth, вышедший в 1982 году. Диск включает рок-балладу «Dream On», одну из самых известных песен группы.

## Список композиций
Кроме отмеченных — авторство McCaferty/Charlton/Agnew/Sweet/Rankin
1. «Love Leads to Madness» — 4:08
2. «Boys in the Band» (McCaferty/Charlton/Agnew) — 3:06
3. «You Love Another» (McCaferty/Charlton/Agnew/Sweet) — 3:58
4. «Gatecrash» (McCaferty/Charlton/Sweet/Rankin)- 3:19
5. «Games» (McCaferty/Charlton/Agnew/Sweet) — 4:48
6. «Back to the Trenches» (McCaferty/Charlton/Agnew) — 4:02
7. «Dream On» — 3:28
8. «Lonely in the Night» (Agnew/Sweet/Rankin)- 4:21
9. «Preservation» (McCaferty/Charlton/Agnew) — 4:02
10. «Take the Rap» — 2:42
11. «Mexico» (McCaferty/Agnew/Sweet/Rankin) — 2:51

## Участники записи
- Dan McCafferty — lead vocals
- Manny Charlton — guitar
- Pete Agnew — bass
- Billy Rankin — guitar
- Darrell Sweet — drums
- John Locke — keyboards